# Белогорский район (Крым)
Белого́рский райо́н (укр. Білогірський район, крымскотат. Белогорск районы; до 1944 года — Карасубазарский район, крымскотат. Къарасувбазар районы, Qarasuvbazar rayonı) — административно-территориальная единица (район) и одноимённое муниципальное образование (муниципальный район) в Республике Крым Российской Федерации (согласно позиции России, фактически контролирующей Крым). Район Автономной Республики Крым Украины (согласно позиции Украины).
Административный центр — город Белогорск.

## История

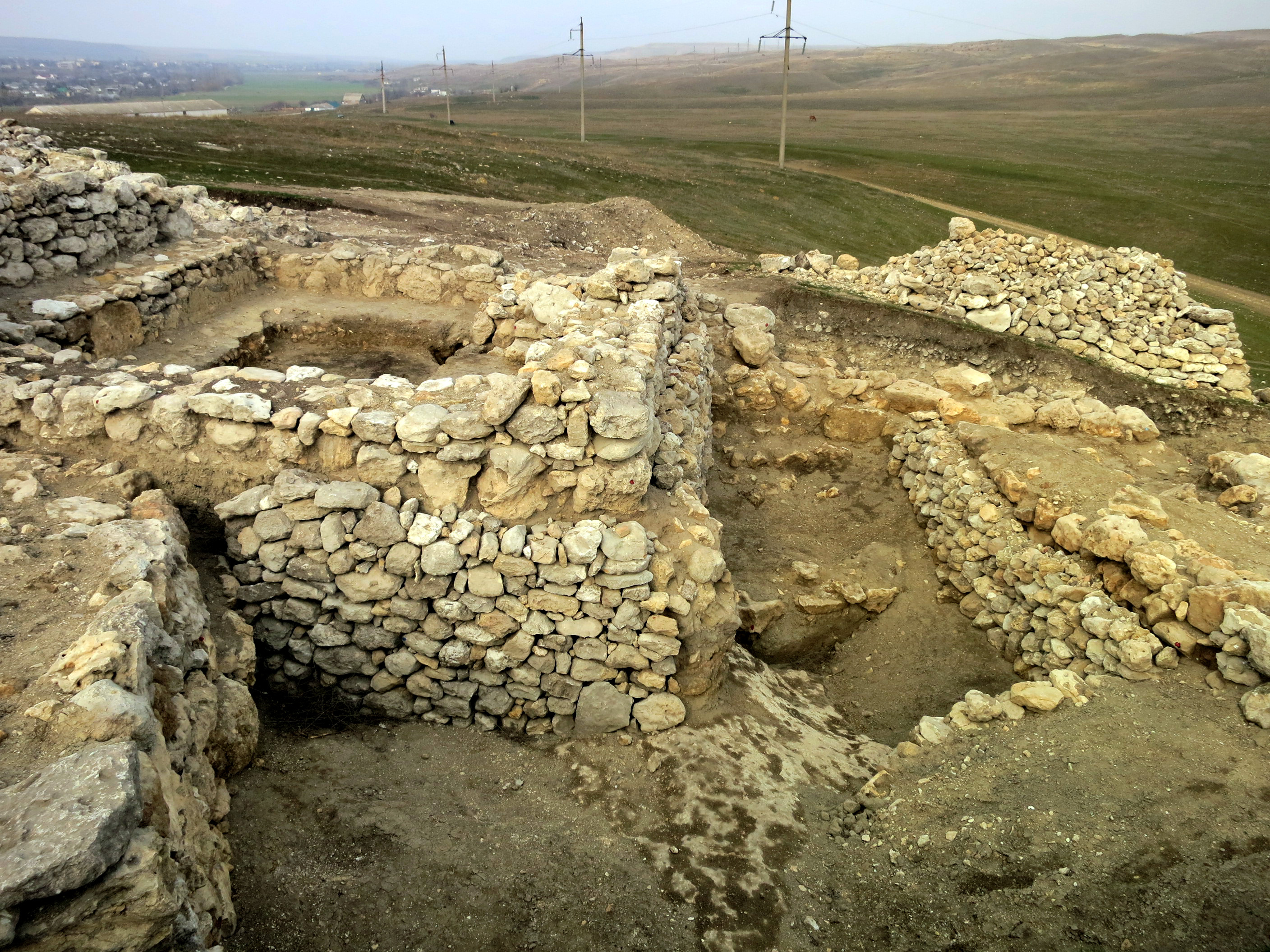
Археологические исследования у Белой скалы

Территория района была заселена с давних времён. В урочище Белая Скала исследованы стоянки эпохи раннего палеолита.
Во время раскопок поселения неандертальцев аккайской мустьерской культуры Заскальная V близ города Белогорска у села Белая Скала были обнаружены кость мамонта с нанесённым на неё простейшим рисунком и зуб неандертальца возрастом 80 тыс. лет (средний палеолит). На стоянке Заскальная-4 обломок кости ворона имеет семь зазубрин и датируется возрастом 38—43 тыс. лет назад. Также на Белой скале открыты мустьерские стоянки Заскальная VI, Заскальная III, Ак-Кая III, Заскальная IX и Красная балка. На стоянке Заскальная VI (Колосовская) возле с. Вишенное, в балке Красной, по правому берегу р. Биюк-Карасу в слое III (радиоуглеродные некалиброванные даты — от 35 до 38 тыс. лет) обнаружен фрагмент птичьей кости с насечками. Предполагается, что лучевая кость (os radius) ворона вида Corvus corax, как и изделие из грифельной кости лошади из слоя IIIa, представляет собой фрагмент проколки или шила, либо является частью безушковой иглы.
На стоянке Буран-Кая выявлены археологические культурные слои неолитической таш-аирской культуры (слой 3), верхнепалелитических свидерской культуры (слой 4), шан-кобинской культуры (слой 5), буран-кайской культуры (слои 6-1, 6-2), позднего ориньяка (слои 6-3, 6-4, 6-5), мустьерской киик-кобинской культуры (слои В, В1).
На Белой скале выявлено несколько неолитических поселений (4 тыс. до н. э.), два поселения бронзового века (3 тыс. до н. э.), свыше 20 курганов и т. д.

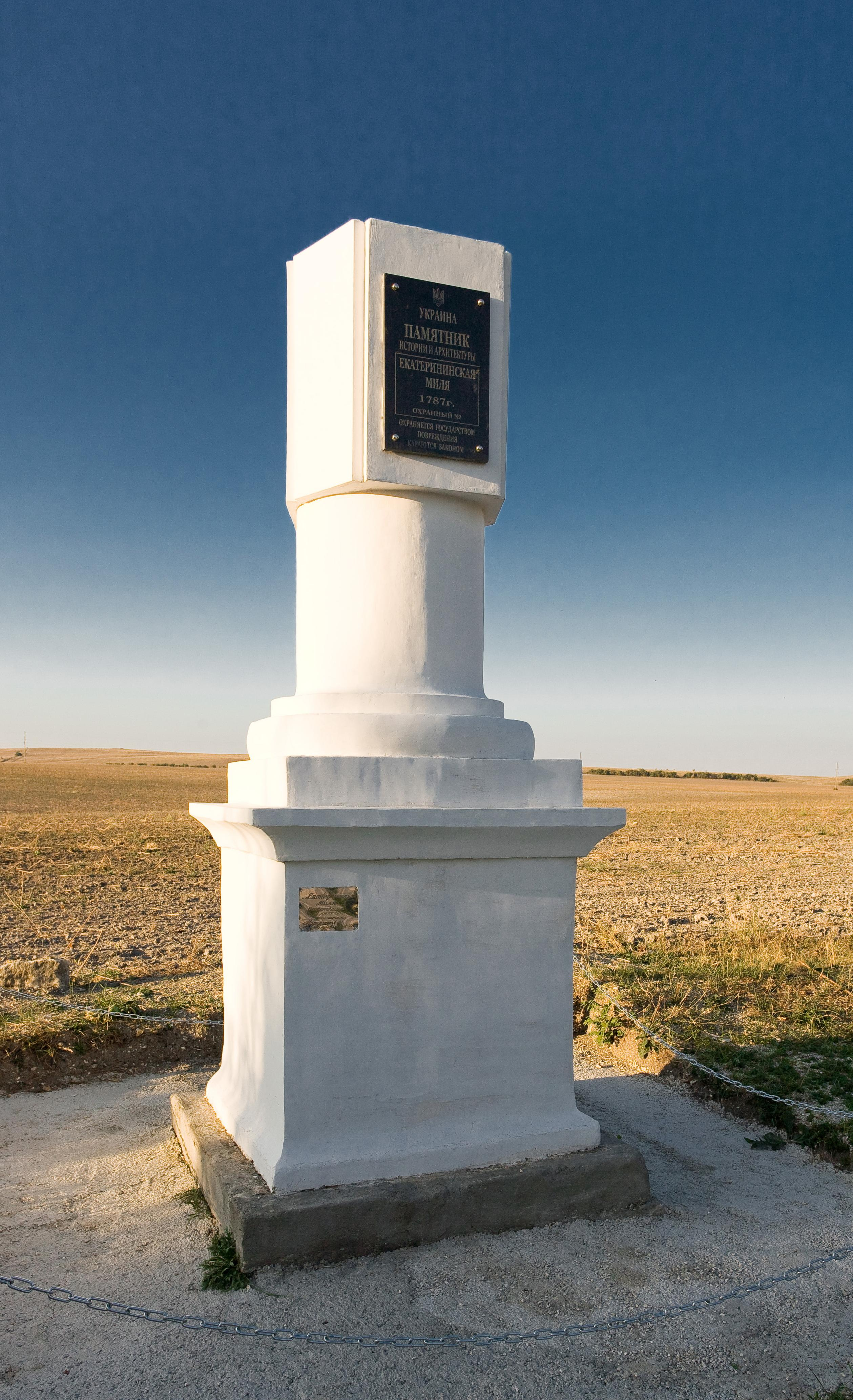
Екатерининская миля

На 1 октября 1931 года население составило 34800 человек в 130 населённых пунктах.
23 сентября 1959 года к Белогорскому району были присоединены части территорий упразднённых Зуйского и Старокрымского районов.
После аннексии Крыма Россией в 2014 году «шефство» над Белогорским районом взял Башкортостан: власти республики приобрели району спецтехнику, прорабатывают план по развитию агрокомплекса и инфраструктуры.
17 июля 2020 года парламент Украины, не признающей аннексию Крыма Российской Федерацией, принял постановление о новой сети районов в стране, которым предполагается включить в состав Белогорского района территорию Нижнегорского района, однако данное изменение не вступало в силу до «возвращения Крыма под общую юрисдикцию Украины». 9 сентября 2023 года, несмотря на отсутствие контроля над полуостровом, вступили в силу поправки, которые ввели в действие данное постановление в отношении Крыма.

## География и природные ресурсы

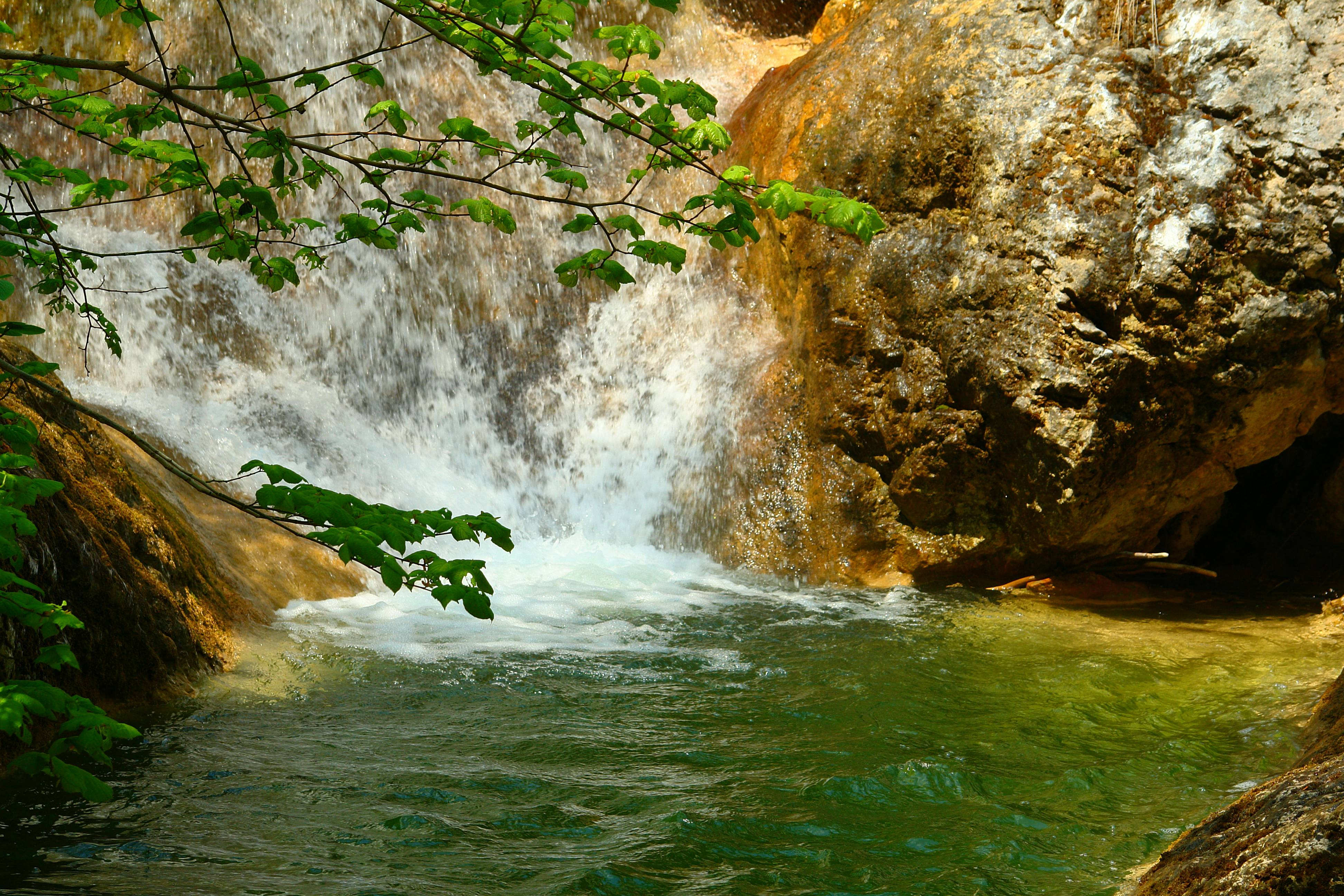
Карасу-Баши

Расположен в предгорьях, в центральной части республики. Не имеет выхода к морю. Через территорию района в направлении с юга на север протекают реки Зуя, Бурульча, Биюк-Карасу, Кучук-Карасу, Мокрый Индол.
Преобладают чернозёмы карбонатные и южные (48 % площади района), горно-лесные (бурые) и горно-луговые чорнозёмновидные почвы (на яйле). Площадь лесов — 49,8 тыс. га. Распространены хвойные (крымская сосна — 12 %) и широколистные (дуб, бук, граб) породы. В районе размещаются заповедники: Караби-Яйла и Кубалач; памятники природы государственного значения: Ак-Кая, Караби-Яйлинская котловина, Карасубаши; заповедное урочище и 2 памятника природы местного значения.
Из полезных ископаемого распространены кирпично-черепичные глины, известняки, мергель, галечник, гравий. К наибольшим рекам принадлежат: Биюк-Карасу, Индол, Бурульча, Беш-Терек, Зуя. Летом некоторые из них пересыхают. Возведённая по течению Зуи плотина образует Балановское водохранилище, вокруг которого находится охранная зона.

## Население
| 1939    | 1959    | 1970    | 1979    | 1989    | 2001    | 2009    | 2010    | 2011    |
| ------- | ------- | ------- | ------- | ------- | ------- | ------- | ------- | ------- |
| 33 034  | ↗34 674 | ↗54 531 | ↗58 151 | ↗61 265 | ↗66 396 | ↘64 050 | ↘63 943 | ↗63 949 |
| 2012    | 2013    | 2014    | 2015    | 2016    | 2017    | 2018    | 2019    | 2020    |
| ↗64 081 | ↗64 166 | ↘60 445 | ↗60 479 | ↗60 519 | ↗60 595 | ↘60 588 | ↘60 532 | ↗60 659 |
| 2021    |         |         |         |         |         |         |         |         |
| ↗64 484 |         |         |         |         |         |         |         |         |

По итогам переписи населения в Крымском федеральном округе по состоянию на 14 октября 2014 года численность постоянного населения района составила 60445 человек (в том числе городское — 27,06 % (или 16354 человека в городе Белогорск); сельское — 72,94 %).
По состоянию на 1 января 2014 года численность населения района составила 64500 постоянных жителей и 64413 человек наличного населения, на 1 июля 2014 года — 64479 постоянных жителей (в том числе 25039 городских (38,8 %) и 39440 сельских) и 64392 человека наличного населения.

### Национальный состав
По данным всесоюзной переписи населения 1939 года численность жителей района составила 33034 человека. В национальном отношении было учтено:
| Национальность  | Численность |
| --------------- | ----------- |
| Крымские татары | 13911       |
| Русские         | 11231       |
| Греки           | 1882        |
| Украинцы        | 1684        |
| Крымские немцы  | 1023        |
| Армяне          | 770         |
| Евреи           | 471         |

По данным переписей населения 2001 и 2014 годов:
| национальность  | 2001, всего, чел. | % от все- го | 2014 всего, чел. | % от все- го | % от указав- ших |
| --------------- | ----------------- | ------------ | ---------------- | ------------ | ---------------- |
| указали         |                   |              | 59466            | 98,38 %      | 100,00 %         |
| русские         | 32706             | 49,21 %      | 31284            | 51,76 %      | 52,61 %          |
| крымские татары | 19425             | 29,23 %      | 18623            | 30,81 %      | 31,32 %          |
| украинцы        | 10749             | 16,17 %      | 6009             | 9,94 %       | 10,10 %          |
| татары          | 454               | 0,68 %       | 1809             | 2,99 %       | 3,04 %           |
| белорусы        | 622               | 0,94 %       | 322              | 0,53 %       | 0,54 %           |
| греки           | 263               | 0,40 %       | 210              | 0,35 %       | 0,35 %           |
| армяне          | 190               | 0,29 %       | 202              | 0,33 %       | 0,34 %           |
| узбеки          | 130               | 0,20 %       | 149              | 0,25 %       | 0,25 %           |
| поляки          | 193               | 0,29 %       | 133              | 0,22 %       | 0,22 %           |
| азербайджанцы   |                   |              | 70               | 0,12 %       | 0,12 %           |
| молдаване       | 87                | 0,13 %       | 57               | 0,09 %       | 0,10 %           |
| болгары         |                   |              | 66               | 0,11 %       | 0,11 %           |
| ногайцы         |                   |              | 65               | 0,11 %       | 0,11 %           |
| немцы           | 102               | 0,15 %       | 55               | 0,09 %       | 0,09 %           |
| турки           |                   |              | 55               | 0,09 %       | 0,09 %           |
| другие          | 1537              | 2,31 %       | 357              | 0,59 %       | 0,60 %           |
| не указали      |                   |              | 979              | 1,62 %       |                  |
| всего           | 66458             | 100,00 %     | 60445            | 100,00 %     |                  |

## Административно-муниципальное устройство
Белогорский район как муниципальное образование со статусом муниципального района в составе Республики Крым РФ с 2014 года включает 19 муниципальных образований, в том числе 1 городское поселение и 18 сельских поселений:
городское поселение:
- Белогорск

сельские поселения:
- Ароматновское
- Богатовское
- Васильевское
- Вишенское
- Зеленогорское
- Земляничненское
- Зуйское
- Зыбинское
- Криничненское
- Крымскорозовское
- Курское
- Мельничное
- Мичуринское
- Муромское
- Новожиловское
- Русаковское
- Цветочненское
- Чернопольское

До 2014 года они составляли одноимённые местные советы: 1 городской совет, 1 поселковый совет и 17 сельских советов в рамках административного деления АР Крым в составе Украины (до 1991 года — Крымской области УССР в составе СССР).

### Населённые пункты
В состав Белогорского района входят 80 населённых пунктов, в том числе: 1 город (Белогорск), 1 посёлок городского типа (Зуя) и 78 сёл, при этом с 2014 года все посёлки городского типа (пгт) Республики Крым также отнесены к сельским населённым пунктам:
| №  | Населённый пункт  | Тип   | Историческое название       | Население (чел.) | Местный совет до 2014 года      | Муниципальное образование с 2014 года |
| -- | ----------------- | ----- | --------------------------- | ---------------- | ------------------------------- | ------------------------------------- |
| 1  | Белогорск         | город | Карасубазар                 | ↗17 445          | Белогорский городской совет     | городское поселение Белогорск         |
| 2  | Ароматное         | село  | Розенталь, ранее Шабан-Оба  | ↗1772            | Ароматновский сельский совет    | Ароматновское сельское поселение      |
| 3  | Красногорское     | село  | Нейзац, ранее Чукурча       | ↘211             | Ароматновский сельский совет    | Ароматновское сельское поселение      |
| 4  | Курортное         | село  | Фриденталь, ранее Хан-Токуз | ↗431             | Ароматновский сельский совет    | Ароматновское сельское поселение      |
| 5  | Богатое           | село  | Бахча-Эли                   | ↘973             | Богатовский сельский совет      | Богатовское сельское поселение        |
| 6  | Горлинка          | село  | Бий-Эли                     | ↘62              | Богатовский сельский совет      | Богатовское сельское поселение        |
| 7  | Красная Слобода   | село  | Соллар                      | ↘138             | Богатовский сельский совет      | Богатовское сельское поселение        |
| 8  | Мелехово          | село  | Текие                       | ↗74              | Богатовский сельский совет      | Богатовское сельское поселение        |
| 9  | Поворотное        | село  | Айланма                     | ↗111             | Богатовский сельский совет      | Богатовское сельское поселение        |
| 10 | Русское           | село  | Урус-Коджа                  | ↘173             | Богатовский сельский совет      | Богатовское сельское поселение        |
| 11 | Черемисовка       | село  | Копюрликой                  | ↘207             | Богатовский сельский совет      | Богатовское сельское поселение        |
| 12 | Васильевка        | село  |                             | ↘1331            | Васильевский сельский совет     | Васильевское сельское поселение       |
| 13 | Малиновка         | село  | Азамат                      | ↘114             | Васильевский сельский совет     | Васильевское сельское поселение       |
| 14 | Некрасово         | село  | Мелек                       | ↘17              | Васильевский сельский совет     | Васильевское сельское поселение       |
| 15 | Павловка          | село  | Тогай                       | ↘590             | Васильевский сельский совет     | Васильевское сельское поселение       |
| 16 | Пролом            | село  |                             | ↘177             | Васильевский сельский совет     | Васильевское сельское поселение       |
| 17 | Северное          | село  | Джеппар                     | ↘100             | Васильевский сельский совет     | Васильевское сельское поселение       |
| 18 | Вишенное          | село  | Мушаш                       | ↘1753            | Вишенский сельский совет        | Вишенское сельское поселение          |
| 19 | Белая Скала       | село  | Аккая                       | ↘632             | Вишенский сельский совет        | Вишенское сельское поселение          |
| 20 | Мироновка         | село  | Карабай                     | ↘245             | Вишенский сельский совет        | Вишенское сельское поселение          |
| 21 | Зеленогорское     | село  | Эфендикой                   | ↘1877            | Зеленогорский сельский совет    | Зеленогорское сельское поселение      |
| 22 | Александровка     | село  | до нач. XIX в. Отаркой      | ↗595             | Зеленогорский сельский совет    | Зеленогорское сельское поселение      |
| 23 | Балки             | село  | Аргын                       | ↘730             | Зеленогорский сельский совет    | Зеленогорское сельское поселение      |
| 24 | Межгорье          | село  | Баксан                      | ↘327             | Зеленогорский сельский совет    | Зеленогорское сельское поселение      |
| 25 | Новогригорьевка   | село  |                             | ↘153             | Зеленогорский сельский совет    | Зеленогорское сельское поселение      |
| 26 | Новоклёново       | село  | Уч-Коз                      | ↘788             | Зеленогорский сельский совет    | Зеленогорское сельское поселение      |
| 27 | Овражки           | село  | Кайнавут                    | ↘36              | Зеленогорский сельский совет    | Зеленогорское сельское поселение      |
| 28 | Пасечное          | село  | Конрат                      | ↘50              | Зеленогорский сельский совет    | Зеленогорское сельское поселение      |
| 29 | Пчелиное          | село  | Куртлук                     | ↘12              | Зеленогорский сельский совет    | Зеленогорское сельское поселение      |
| 30 | Яковлевка         | село  | Кады-Эли                    | ↘39              | Зеленогорский сельский совет    | Зеленогорское сельское поселение      |
| 31 | Земляничное       | село  | Орталан                     | ↘660             | Земляничненский сельский совет  | Земляничненское сельское поселение    |
| 32 | Еленовка          | село  |                             | ↘19              | Земляничненский сельский совет  | Земляничненское сельское поселение    |
| 33 | Опытное           | село  | Камышлык                    | ↘64              | Земляничненский сельский совет  | Земляничненское сельское поселение    |
| 34 | Радостное         | село  | Без-Байлан                  | ↗95              | Земляничненский сельский совет  | Земляничненское сельское поселение    |
| 35 | Родники           | село  | Чокрак                      | ↘39              | Земляничненский сельский совет  | Земляничненское сельское поселение    |
| 36 | Синекаменка       | село  | Кокташ                      | ↘340             | Земляничненский сельский совет  | Земляничненское сельское поселение    |
| 37 | Учебное           | село  | Верхний Топлу               | ↗101             | Земляничненский сельский совет  | Земляничненское сельское поселение    |
| 38 | Зуя               | пгт   |                             | ↗6621            | Зуйский поселковый совет        | Зуйское сельское поселение            |
| 39 | Баланово          | село  |                             | ↘131             | Зуйский поселковый совет        | Зуйское сельское поселение            |
| 40 | Барабаново        | село  |                             | ↘97              | Зуйский поселковый совет        | Зуйское сельское поселение            |
| 41 | Верхние Орешники  | село  | Верхний Фундуклы            | ↘212             | Зуйский поселковый совет        | Зуйское сельское поселение            |
| 42 | Владимировка      | село  | Алексеевка, ранее Конечи    | ↗182             | Зуйский поселковый совет        | Зуйское сельское поселение            |
| 43 | Литвиненково      | село  | Кен-Тогай                   | ↘1439            | Зуйский поселковый совет        | Зуйское сельское поселение            |
| 44 | Нижние Орешники   | село  | Нижний Фундуклы             | ↘581             | Зуйский поселковый совет        | Зуйское сельское поселение            |
| 45 | Петрово           | село  |                             | ↘446             | Зуйский поселковый совет        | Зуйское сельское поселение            |
| 46 | Украинка          | село  | Тёбен-Эли                   | ↗98              | Зуйский поселковый совет        | Зуйское сельское поселение            |
| 47 | Зыбины            | село  | Аргынчик                    | ↘1220            | Зыбинский сельский совет        | Зыбинское сельское поселение          |
| 48 | Мельники          | село  | Шавкал                      | ↘285             | Зыбинский сельский совет        | Зыбинское сельское поселение          |
| 49 | Криничное         | село  |                             | ↘898             | Криничненский сельский совет    | Криничненское сельское поселение      |
| 50 | Алексеевка        | село  | Сартана                     | ↘264             | Криничненский сельский совет    | Криничненское сельское поселение      |
| 51 | Головановка       | село  | Баши                        | ↘510             | Криничненский сельский совет    | Криничненское сельское поселение      |
| 52 | Карасёвка         | село  | Карасу-Баши                 | ↘174             | Криничненский сельский совет    | Криничненское сельское поселение      |
| 53 | Кирпичное         | село  | Бюрчек                      | ↘295             | Криничненский сельский совет    | Криничненское сельское поселение      |
| 54 | Красносёловка     | село  | Ени-Сала                    | ↘55              | Криничненский сельский совет    | Криничненское сельское поселение      |
| 55 | Яблочное          | село  |                             | ↘201             | Криничненский сельский совет    | Криничненское сельское поселение      |
| 56 | Крымская Роза     | село  | Красная Роза                | ↗1755            | Крымскорозовский сельский совет | Крымскорозовское сельское поселение   |
| 57 | Вишнёвое          | село  |                             | ↘249             | Крымскорозовский сельский совет | Крымскорозовское сельское поселение   |
| 58 | Курское           | село  | Кышлав                      | ↘1204            | Курский сельский совет          | Курское сельское поселение            |
| 59 | Тополевка         | село  | Топлу                       | ↘222             | Курский сельский совет          | Курское сельское поселение            |
| 60 | Мельничное        | село  | Терекли-Шейх-Эли            | ↘746             | Мельничный сельский совет       | Мельничное сельское поселение         |
| 61 | Ударное           | село  | Бочала                      | ↘290             | Мельничный сельский совет       | Мельничное сельское поселение         |
| 62 | Мичуринское       | село  | Кабурчак                    | ↘723             | Мичуринский сельский совет      | Мичуринское сельское поселение        |
| 63 | Лечебное          | село  | Катырша-Сарай               | ↘567             | Мичуринский сельский совет      | Мичуринское сельское поселение        |
| 64 | Муромское         | село  | Малый Бурундук              | ↘755             | Муромский сельский совет        | Муромское сельское поселение          |
| 65 | Дивное            | село  | Мырзакой                    | ↘20              | Муромский сельский совет        | Муромское сельское поселение          |
| 66 | Кривцово          | село  | Тёбен-Сарай                 | ↘8               | Муромский сельский совет        | Муромское сельское поселение          |
| 67 | Сенное            | село  | Тана-Гельди                 | ↘289             | Муромский сельский совет        | Муромское сельское поселение          |
| 68 | Хлебное           | село  | Калпак                      | ↘235             | Муромский сельский совет        | Муромское сельское поселение          |
| 69 | Новожиловка       | село  | Беш-Аран-Отар               | ↗1679            | Новожиловский сельский совет    | Новожиловское сельское поселение      |
| 70 | Анновка           | село  | до сер. XIX в. Алевке       | ↘294             | Новожиловский сельский совет    | Новожиловское сельское поселение      |
| 71 | Новоалександровка | село  |                             | ↘22              | Новожиловский сельский совет    | Новожиловское сельское поселение      |
| 72 | Тургенево         | село  | Комзет                      | ↘316             | Новожиловский сельский совет    | Новожиловское сельское поселение      |
| 73 | Русаковка         | село  | Кокей Русский               | ↘918             | Русаковский сельский совет      | Русаковское сельское поселение        |
| 74 | Луговое           | село  | Кангыл                      | ↘203             | Русаковский сельский совет      | Русаковское сельское поселение        |
| 75 | Цветочное         | село  | Новая Бурулча               | ↗3000            | Цветочненский сельский совет    | Цветочненское сельское поселение      |
| 76 | Долиновка         | село  | Старая Бурулча              | ↗827             | Цветочненский сельский совет    | Цветочненское сельское поселение      |
| 77 | Чернополье        | село  | Карачёль                    | ↘1251            | Чернопольский сельский совет    | Чернопольское сельское поселение      |
| 78 | Дозорное          | село  | Ишунь                       | ↘126             | Чернопольский сельский совет    | Чернопольское сельское поселение      |
| 79 | Кизиловка         | село  | Джемрик                     | ↘76              | Чернопольский сельский совет    | Чернопольское сельское поселение      |
| 80 | Ульяновка         | село  | Султан-Сарай                | ↘428             | Чернопольский сельский совет    | Чернопольское сельское поселение      |

Село Новиково (Сары-Су), примыкавшее с запада к городу Белогорску, в 1995 году включено в состав города.

## Символика
Флаг
Решением II сессии VI созыва Белогорского райсовета (N 25) от 28 декабря 2010 года утверждено положение о содержании, описании и порядке использования символики Белогорского района, согласно которому на флаге района прямоугольное полотнище с соотношением сторон 2:3, в центре которого зелёное повышенное стропило шириной 7/100 ширины флага. В верхнем синем поле белая скала, в нижнем жёлтом красная двуручная чаша, наполненная красными яблоками с зелёной листвой, золотыми гроздьями винограда с зелеными листьями, цветами красных роз и золотыми колосьями хлеба.. После произошедшей в феврале—марте 2014 года аннексии Крыма решением Белогорского районного совета Республики Крым (N 595) от 26 мая 2017 года утверждён новый флаг района:

прямоугольное полотнище с отношением ширины к длине 2:3, воспроизводящее элементы герба Муниципального образования Белогорский район Республики Крым в синем, зелёном, белом и жёл-том цветах.

Герб
Решением II сессии VI созыва Белогорского районного совета (N 24) от 28 декабря 2010 года утверждено положение о содержании, описании и порядке использования символики Белогорского района, согласно которому на гербе района в щите тонкое зелёное повышенное стропило. В верхнем синем поле возникающая из-за стропила серебряная скала. В нижнем золотом поле красная двуручная чаша, наполненная золотыми яблоками с зелёной листвой, золотыми гроздьями винограда с зелеными листьями, цветами красных роз и золотыми колосьями хлеба. Щит положен на серебряный картуш, увенчан серебряной короной, составленной из колосьев и подсолнуха, и украшен снизу синей лентой с названием района серебряными буквами.. После произошедшей в феврале—марте 2014 года аннексии Крыма решением Белогорского районного совета Республики Крым (N 595) от 26 мая 2017 года утверждён новый герб района:

В угловато-выгнутом пересечённом лазурью и зеленью поле, в лазури стоящая на линии деления и вписанная по краям серебряная скала, сопровождаемая в зелени золотой двуручной чашей, наполненной яблоками с листьями, гроздьями винограда с листьями, цветками роз и пшеничными колосками.

## Экономика

### Экономика во времена СССР

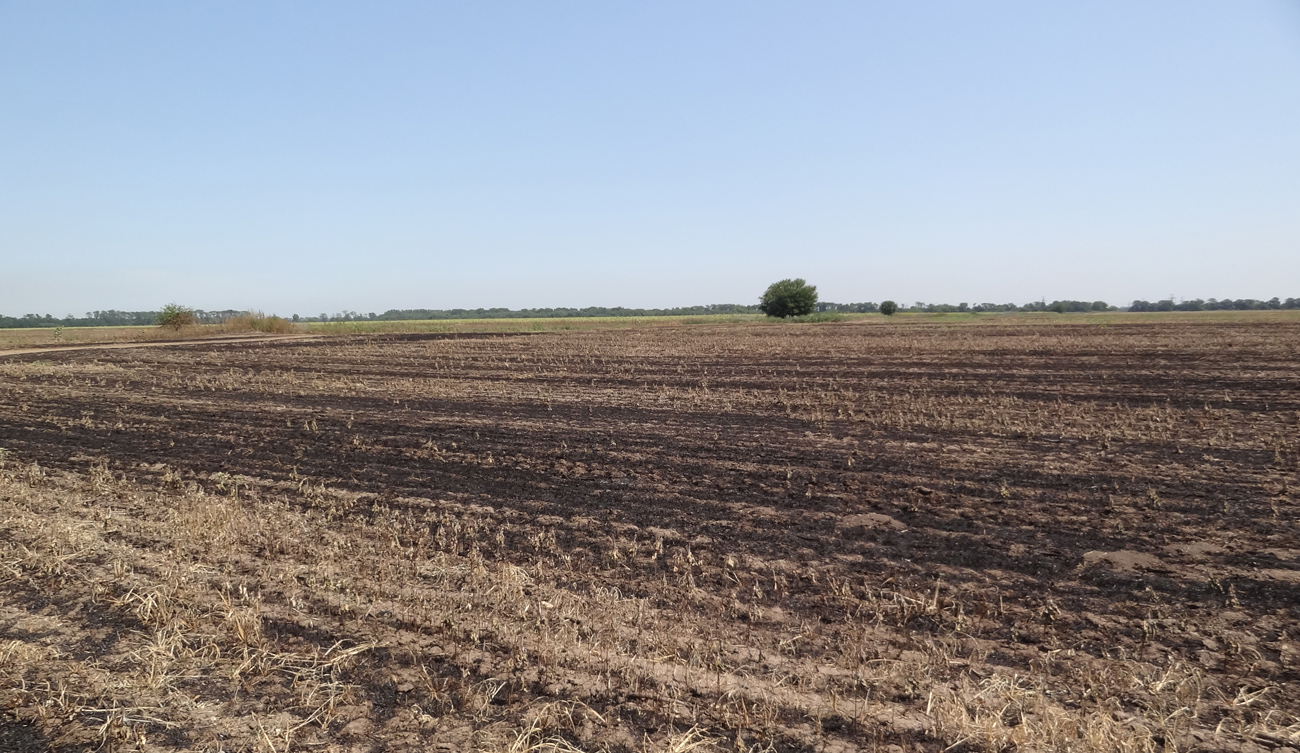
Поле у села Балки

За высокие показатели в развитии сельскохозяйственного производства район четырежды (1974, 1976, 1977, 1978) награждался переходящим Красным знаменем ЦК КПСС, Совета Министров СССР, ВЦСПС и ЦК ВЛКСМ.
Поселок Зуя — центральная усадьба колхоза «Россия», одного из крупных и богатых хозяйств района. Хозяйство производит ежегодно до 7 тысяч килограммов шалфейного и до 30 тысяч килограммов лавандового масла. В 1973 году Центральное опытно-производственное хозяйство дало стране 1240 килограммов розового масла.
В 1970 году на Госсортоучастке были испытаны новые перспективные сорта: пшеница Кавказ, которая дала по 75 центнеров с гектара, ячмень Ажер, урожайность которого составила 83 центнера с гектара. Испытываются и другие сельскохозяйственные культуры.
Во времена СССР в с. Крымская Роза находилось Центральное опытно-производственное хозяйство Всесоюзного научно-исследовательского института эфирномасличных культур, его базой послужил совхоз «Крымская роза». В хозяйстве выводили новые сорта роз, лаванды, шалфея; изготовляемые из них масла пользовались широкой известностью в СССР и за рубежом.
На 27-м км от Симферополя расположились с. Ароматное и с. Цветочное. Оба населенных пункта расположены среди обширных плантаций шалфея и розы, что и определило их названия. Село Ароматное является центральной усадьбой колхоза «Победа», где расположились сады, виноградники и плантации эфироносов, разливы хлебов.

### Экономика после распада СССР
Трудовые ресурсы района составляют 35,1 тыс. человек. В народном хозяйстве работают 19,5 тыс. человек. Ведущая отрасль района — сельское хозяйство. Район специализируется на производстве фруктов, винограда, овощей, табака, эфиромасличных культур, зерна (озимая пшеница, озимый ячмень, овёс, кукуруза), а также — молока, мяса, шерсти. Под сельскохозяйственные угодьями — 115,2 тыс. га, в том числе пахотных земель — 62,8 тыс. га, под садами и виноградниками — 8,5 тыс. га, под пастбищами — 43,6 тыс. га. Работает 13 коллективных хозяйств, 2 государственных сельскохозяйственных предприятия и 2 вспомогательных сельскохозяйственных производства. На территории района размещено 10 промышленных предприятий, которые производят строительные материалы, продукты питания и вино-водочные изделия, 2 предприятия лесного хозяйства, 2 автотранспортных предприятия и 9 строительных организаций. Наибольшие из них: Белогорский винодельческий завод, филиал ОАО «Пищепром Белогорский завод продтоваров», КП «Монтажно-заготовительный завод», ОАТП «Белогорский ЗДМ», КП «Белогорское карьероуправление», завод по переработке эфиромасличных культур (с. Крымская Роза).
Автомобильных дорог — 314,9 км. Через территорию района проходит автотрасса республиканского значения: Симферополь — Феодосия — Керчь.

## Социальная сфера
На территории района: профессионально-техническое училище, филиал учебно-курсового комбината по подготовке специалистов сельского хозяйства; 30 общеобразовательных школ, в том числе 2 — с крымскотатарским языком обучения и одна вечерняя, музыкальная школа, краеведческий музей (Белогорск); 4 больницы, 8 амбулаторий, 2 поликлиники и 31 фельдшерско-акушерских пункта.

## Достопримечательности

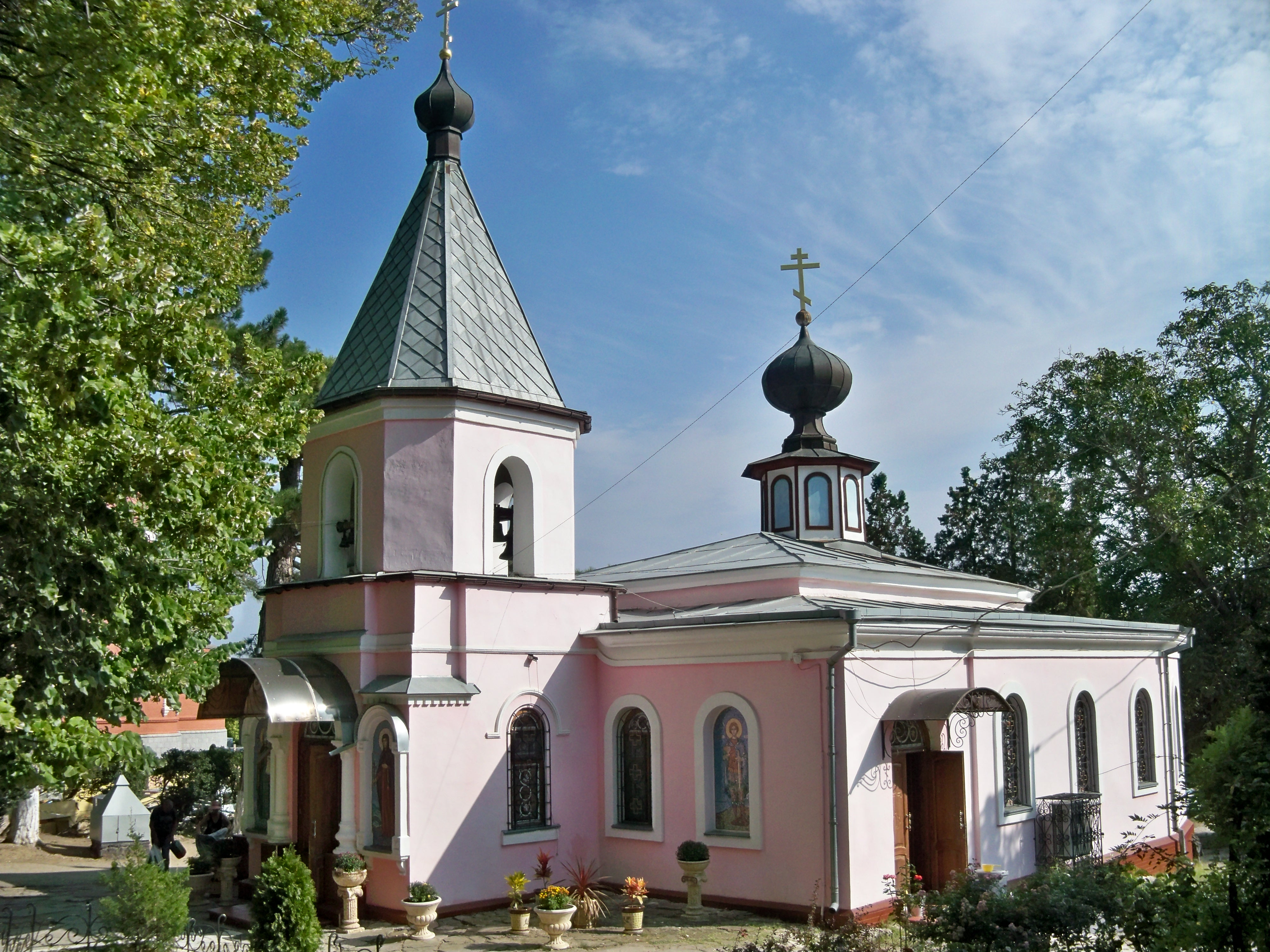
Храм святой преподобномученицы Параскевы в селе Тополевка

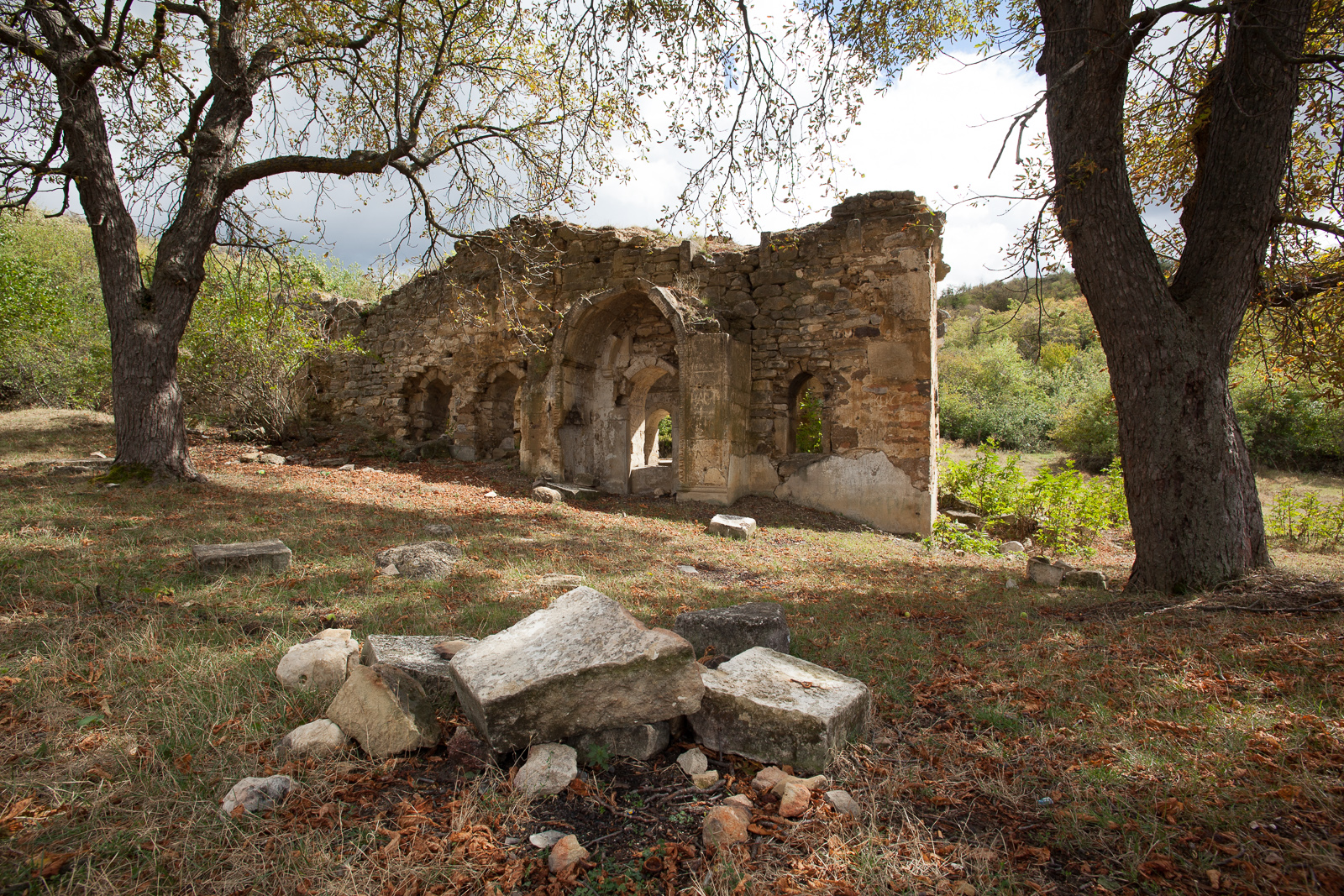
Ильинская церковь в селе Богатое

Среди архитектурных памятников — остатки караван-сарая (г. Белогорск) и Топловский Свято-Троице Параскевиевский женский монастырь (1864, с. Учебное).
В окрестностях сел Ароматного, Курортного и Цветочного множество древних памятников: стоянки времен палеолита и неолита, поселения и могильники тавров, скифов, средневековых жителей этих мест. Один из памятников — знаменитый грот Киик-Коба — мирового значения, где были найдены останки неандертальцев (женщины и ребёнка), около 500 кремнёвых орудий труда, применявшихся около 100 тыс. лет назад и характерных для мустьерской культуры. По кургану Кеми-Оба близ Белогорска получила название Кеми-Обинская культура среднего энеолита.
С автотрассы «Симферополь—Феодосия» можно полюбоваться Долгоруковской яйлой, Демерджи-яйлой и горой Тырке. Во время Великой Отечественной войны этот горно-лесной район был партизанской территорией. Здесь насмерть стояли партизаны; поляна на горе Яманташ служила лесным аэродромом, на героической высоте 1025 — партизанская пушка, наблюдательный пункт, землянки.
В урочище Каракуш находится территория фазаньего питомника, созданного в 1956 г. (на момент создания единственный в стране). В первые годы работы питомника сюда были завезены фазаны из Румынии, которые хорошо прижились в условиях крымского климата, и через несколько лет они расселились по всему Крыму.
В апреле 2012 года на территории района, недалеко от дороги Симферополь — Феодосия, на границе лесостепей и предгорья Крымских гор открылся сафари-парк.

## Известные люди
- Богданов, Александр Петрович (1951—1984) — майор погранвойск КГБ СССР, участник Афганской войны, Герой Советского Союза (1984).